# 黒葛原淳一
黒葛原 淳一（つづらばら じゅんいち、1961年2月26日 - ）は、日本の元バレーボール選手である。

## 来歴
1961年2月26日、宮崎県北諸県郡三股町出身。
両親がバレーボール経験者であり、自身も小学校6年生次に松平康隆監督率いる男子バレーボール日本代表がミュンヘンオリンピックで優勝した際にTBS系列で放送されたテレビ番組『ミュンヘンへの道』に感動してバレーボールを始めた。
宮崎県立都城工業高等学校を経て日本体育大学へ進学。バレーボール部でプレイする一方で『バレーボールは大学で引退して、故郷（宮崎）で中学校教師になるつもりでいた』ところに、日本バレーボールリーグの名門である日本鋼管からスカウトされ、1983年4月に入社。
日本鋼管バレーボール部時代は主にレシーバーとしての起用が多く、今で言うリベロプレイヤーの先駆けとも言われた選手であったという。9年間プレーした後、現役を引退してチームのマネージャーに転身。野村健二監督体制を蔭で支えたが、1994年の日本バレーボールリーグがVリーグへと衣替えする前に日本鋼管本社がバレーボールから撤退する決定を行い、バレーボール部が解散する。黒葛原はマネージャーとして部の解散式の司会を務めた。
それ以降は社業に専念するようになるが、請われればバレーボール教室の講師として各自治体や学校などで指導を行ったこともある。
日本鋼管と川崎製鉄の合併により誕生したJFEスチールでは、黒葛原は大阪支社の大阪建材プロジェクト営業部プロジェクト室長及び土木建材室長を歴任し、2011年4月より四国支社支社長に就任した。
2024年時点では、グループ企業のジェコスで常務執行役員兼九州事業本部長を務めている。

## 人物
大分三好ヴァイセアドラー・チャイニーズタイペイ女子代表監督を務めた黒葛原浩二は弟。